# خدمة مدنية

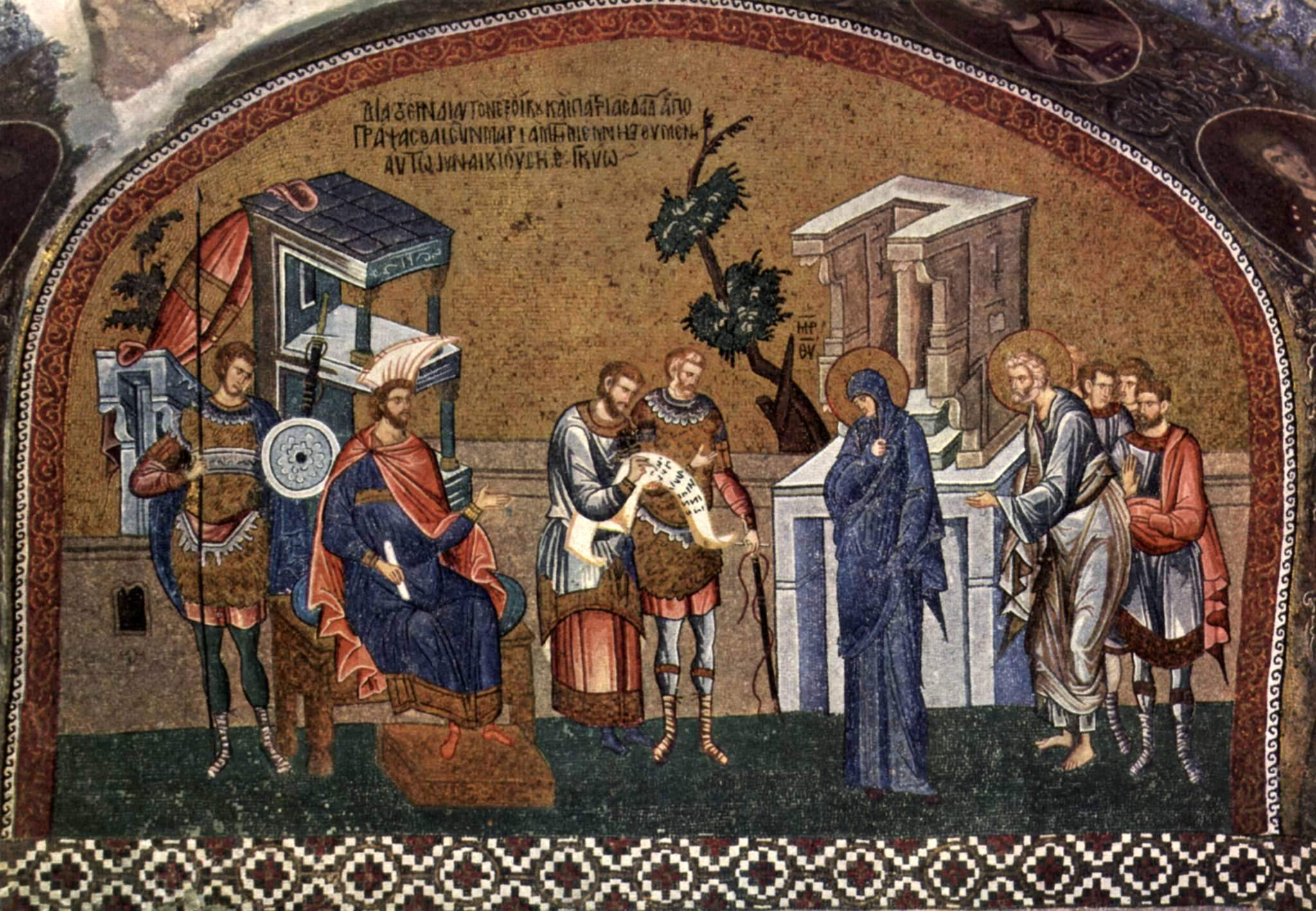
الخدمة المدنية في العصر الروماني، وفيها تقف مريم العذراء مع يوسف النجار أمام موظف التعداد الذي يعمل لصالح الحاكم كويرينيوس في فسيفساء بيزنطية تعود للعام 1315 تقريبا في كنيسة خورا في القسطنطينية.

الخدمة المدنية، (بالإنجليزية: Civil service)‏، مستقلة عن الحكومة، وتتألف من البيروقراطيين المهنيين الذين يتم تعيينهم على أساس الجدارة المهنية، بدلاً من تعيينهم أو انتخابهم، والذين عادة ما تستمر فترة مؤسستهم في تحولات القيادة السياسية.
الموظف المدني أو الموظف العام هو شخص يعمل في القطاع العام نيابة عن إدارة أو وكالة حكومية. الأولوية الأولى للموظف المدني أو الموظف العام هي تمثيل المواطنين.
يختلف شكل الموظفين المدنيين في الدولة كجزء من «الخدمة المدنية» من بلد إلى آخر. في المملكة المتحدة، على سبيل المثال، يشار إلى موظفي (الحكومة الوطنية) فقط، بوصفهم موظفين مدنيين، في حين أن موظفي المقاطعة أو المدينة ليسوا كذلك.
يعتبر الكثيرون أن دراسة الخدمة جزء من مجال الإدارة العامة. يمكن تصنيف العمال في "الهيئات العامة غير التابعة للإدارات كموظفين مدنيين، بغرض الإحصاء، وربما لشروطهم وأحكامهم. ويشكل موظفو الدولة المدنيون مجتمعة الخدمة المدنية، أو الخدمة العامة.

## تعريف
مجموعة الأشخاص المعينين في الإدارة الحكومية باستثناء أفراد القوات المسلحة والموظفين المنتخبين، استخدم الاصطلاح أولا في الإدارة البريطانية بالهند وشاع تطبيقه بإنجلترا منذ 1854 ثم أطلق على موظفي وزارة الداخلية البريطانية، تغيرت الخدمة المدنية عبر التاريخ وفقا لمدى التعقيد الحكومي واتسع مجال الخدمات المدنية في العصر الحديث بزيادة وظائف الدولة وأصبحت من الناحية التاريخية وقفا على الطبقة المتوسطة وازدادت أهميتها عندما توسعت الحكومات الحديثة في تولي الوظائف التي كانت في أيدي القطاع الخاص وبعد نظام الخدمات المدنية الفيدرالية اتجاها حديثا في الولايات المتحدة الأمريكية، وتعد إنجلترا أول الدول التي تأخذ بهذا النظام لما له من قوة ترجع إلى ما يتصف به من دوام وأنه يستمد سلطاته من البرلمان وإن أخذ عليه افتقاره إلى المرونة. وكانت كل من عصبة الأمم وهيئة الأمم المتحدة رائدة في مجال الخدمات المدنية الدولية.